# Tangara à crête jaune
Loriotus rufiventer
Espèce
Statut de conservation UICN

 LC  : Préoccupation mineure
Répartition géographique
Le Tangara à crête jaune (Loriotus rufiventer) est une espèce de passereaux appartenant à la famille des Thraupidae.

## Répartition
Il peuple m'Ouest de l'Amazonie.

## Habitat
Cet oiseau peuple les forêts de plaine humides tropicales ou subtropicales[réf. nécessaire].